# Newport (Kentucky)
Newport est une ville du Kentucky située dans le comté de Campbell, aux États-Unis. Au recensement de 2000, la ville comptait 17 048 habitants.
La ville se situe à la confluence de la rivière Licking et de l'Ohio. Elle fait partie de l'aire métropolitaine de Cincinnati qui comprend près de 2 millions d'habitants.